# Dragon Ball Z: Supersonic Warriors 2
Dragon Ball Z: Supersonic Warriors 2 (ドラゴンボールZ 舞空烈戦, Doragon bōru zetto: Bukū ressen, littéralement « Dragon Ball Z : La Bataille féroce ») est un jeu vidéo de combat développé par Arc System Works. Le jeu est disponible sur Nintendo DS en 2006 pour l'Europe.
Ce titre invite à revivre l'histoire du monde de Dragon Ball Z du point de vue des différents héros qui y vivent au travers des combats historiques qui s'y sont déroulés.

## Système de jeu
Le joueur dirige une équipe de un à trois personnages tirés de l'anime Dragon Ball Z, qu'il peut librement diriger et faire donner des coups forts ou faibles, envoyer des boules de feu, ou parer. Les différents personnages peuvent être sélectionnés avec l'écran tactile.
À chaque personnage est attribué un certain nombre de points Dragon, correspondant à une catégorie de puissance du personnage (s'échelonnant de un à sept). Au début du jeu, le joueur a un capital nommé « Pouvoir Dragon » de sept points. Quand le joueur choisit ses personnages, la somme des points Dragon des personnages ne doit pas excéder le pouvoir Dragon.
Le joueur évolue dans plusieurs modes de jeux permettant de faire plusieurs expériences et d'augmenter la durée de vie du jeu.
Pendant un combat, votre personnage dispose d'une barre de vie, d'une barre de blocage et d'un indicateur de ki, symbolisant l'énergie de votre personnage. Suivant le niveau de ki, le joueur peut effectuer certaines actions.
La barre de blocage augmente au fur et à mesure que le personnage bloque une attaque et prend un certain temps pour revenir à zéro. Si la barre se remplit complètement, le personnage est alors sonné pendant un instant, prenant alors les coups de plein fouet.
L'écran du bas indique les personnages sélectionnés et il suffit de toucher un personnage jouable pour l'échanger avec celui qui se bat alors que toucher un personnage de soutien activera sa capacité spéciale.

### Modes de jeu

#### Combat-Z
Dans ce mode, le joueur sélectionne un à trois personnages avec qui il combattra contre plusieurs séries d'adversaires. À l'issue de ces combats (entre six et dix généralement), le mode de jeu « maximum » sera débloqué.

#### Histoire
Le mode histoire permet au joueur de re-vivre l'histoire de Dragon Ball Z selon le point de vue d'un personnage qu'il sélectionne. Une particularité intéressante de ce mode de jeu c'est que l'histoire évolue en fonction de la façon dont les combats se sont déroulés. Ce mode permet de débloquer tous les personnages (à l'exception de Végéta(Mauvais)) et les attaques spéciales du jeu.

#### Duel
C'est le mode multijoueur du jeu, le joueur peut combattre contre un autre joueur possédant le jeu.

#### Maximum
Ici, le joueur doit, pour chaque niveau de difficulté (novice, difficile et Mania), effectuer 20 combats de difficulté croissante afin d'augmenter le pouvoir Dragon à votre disposition et finalement de débloquer un personnage du jeu.

#### Libre
Ce mode de combat permet de combattre des adversaires déterminés en un combat.

#### Exercice
Ce mode se divise en deux parties :
- Formation : permet de lancer un combat contre un adversaire immobile afin de tester les différentes techniques des personnages.
- Leçon : le joueur incarne Gotenks. Piccolo l'initie aux mécanismes du jeu aidé par les autres personnages bien connus de la série.

#### Données
Ici, le joueur peut voir les différentes attaques des personnages disponibles afin de mettre en place votre stratégie de jeu.

#### Options
Pour modifier les options telles que la limitation en temps du combat, la difficulté du jeu, la force des dégâts.

### Personnages jouables
Les personnages de cette liste sont classés suivant leur points Dragon tel qu'expliqué au-dessus.

#### Combattants

##### 1 point Dragon
- Son Gohan (petit)
- Ginyû
- Docteur Gero

##### 2 points Dragon
- Krilin
- Freezer
- Trunks (futur)
- C-18

##### 3 points Dragon
- Son Goku
- Vegeta
- Piccolo
- Mecha Freezer

##### 4 points Dragon
- Son Gohan (adolescent)
- Trunks (futur, Super Saïyen)
- Cell (2e forme)
- Cooler

##### 5 points Dragon
- Son Goku (Super Saïyen)
- Vegeta (Super Saïyen)
- Vegeta (mauvais)
- Gotenks
- Metal Cooler

##### 6 points Dragon
- Son Gohan (Super Saïyen 2)
- Cell
- Boo (bon)
- Broly

##### 7 points Dragon
- Gotenks (Super Saïyen 3)
- Boo (mauvais)

#### Soutien
Ces personnages ne combattent pas mais assurent un soutien au(x) personnage(s) combattant(s) qui peut prendre diverses formes, par exemple en redonnant de la vie aux personnages combattants ou ayant la possibilité de lancer une attaque spéciale pendant le combat.

##### 1 point Dragon
- Yamcha / Ten Shin Han
- Mr. Satan

##### 2 points Dragon
- Cell Junior
- Zabon / Dodoria
- Dabra
- Baddack

##### 3 points Dragon
- Dendé
- C-16 / C-17
- Babidi

##### 4 points Dragon
- Shenron

##### Non classé
(juillet 2009).
Si vous disposez d'ouvrages ou d'articles de référence ou si vous connaissez des sites web de qualité traitant du thème abordé ici, merci de compléter l'article en donnant les références utiles à sa vérifiabilité et en les liant à la section « Notes et références ».
- Neko Majin (seulement dans la version japonaise du jeu)

### Types d'attaques disponibles
Chaque personnage a ses propres attaques simples et spéciales, mais il s'en dégage plusieurs groupes.

#### Coups de base
- Le coup faible (bouton Y) ainsi que l'enchaînement simple par pression répétées sur ce même bouton
- Le coup fort (bouton X) qui fait reculer l'adversaire sous la puissance.
- La vague de Kikoho (bouton A) qui lance une vague de boules de feu de faible puissance
- La parade (bouton B), pour bloquer le coup.

#### États
- La charge de Ki (bouton R), qui permet d'augmenter son Ki en restant appuyé sur le bouton. Pendant ce temps il est impossible d'effectuer une action
- Les états spéciaux (bouton L), activables par certaines conditions et donnant quelques bonus. Par exemple, si le joueur a plus de 100 en ki avec Son Goku, il peut activer l'état Kaiohken pour frapper plus fort et plus rapidement.

#### Coups spéciaux
- La projection (Y + B) permet d'attraper son adversaire quand il est proche et de lui faire une technique de projection, même s'il pare.
- La barrière protectrice (R + B) qui crée un champ de force infranchissable autour de votre personnage. Ceci consomme énormément de ki.
- La vague de Kikohos forte (R + A) qui lance une salve de Kikohos plus forte que le simple bouton A.
- Les 3 attaques spéciales (X + A) qui sont des techniques personnalisées selon chaque personnage. L'attaque est différente selon la position de l'adversaire, à savoir au-dessus, au-dessous ou en face. Ces attaques nécessitent d'avoir au moins 50 de ki.
- L'attaque ultime (X + A). Il faut avoir 150 de ki pour pouvoir lancer cette attaque et avoir ses points de vies dans le rouge (moins d'un tiers de ses points de vie initiaux). Cette attaque est toujours particulièrement puissante et fait beaucoup de dégâts.
- Les attaques de soutien, qui sont des attaques de certains personnages de soutien, il suffit de toucher le personnage sur l'écran tactile pour qu'il vienne aider le personnage en train de combattre.
- Les attaques par équipe : ce sont des attaques spéciales qui ne peuvent être lancées que quand au moins 2 des personnages que le joueur a sélectionné ont une attaque en équipe particulière. Il faut que la jauge de Ki soit au maximum pour lancer ces attaques, elles sont déclenchées par un bouton rouge qui s'éclaire sur l'écran tactile quand on peut lancer une de ces attaques.